# Cieszyński
Cieszyński là một huyện thuộc tỉnh Śląskie của Ba Lan. Huyện có diện tích 730 km². Đến ngày 1 tháng 1 năm 2011, dân số của huyện là 173678 người và mật độ 238 người/km².